# Костроба Катерина Іванівна
Катерина Іванівна Костроба (до шлюбу Лисяк, нар. 6 квітня 1954, Бунів, Львівської області Української РСР) — українська акторка театру, викладачка. Заслужена артистка України (1995). Солістка-вокалістка, викладачка-методистка сценічної мови в Київській муніципальній академії естрадного та циркового мистецтва.

## Життєпис
Катерина Лисяк народилася 6 квітня 1954 року в селі Бунів Львівської області, Української РСР. Після розлучення батьків і Катерина з батьком і мачухою переїхала до міста Червоноград Львівської області.
З юних років Катерина займалася музикою, співала і грала на бандурі. Виступала в Народному театрі.
У 1970 році, після закінчення школи приїхала до Києва, де вступила і закінчила студію при Київській Опереті, за фахом «солістка-вокалістка». Відразу після закінчення студії вступила до Київського державного театрального інституту імені Карпенка-Карого (КДІТМ). Після закінчення КДІТМ була запрошена солісткою-вокалісткою до Кримського українського музичного театру у Сімферополі Кримської області, де пропрацювала понад 20 років.

## Родина
Одружена з театральним актором і режисером Іваном Костробою.
Син Іван Костроба, актор, режисер, телеведучий — працює ведучим новин на Першому національному телеканалі.
З 2000 року Катерина Костроба живе і працює в Києві.

## Творча діяльність
За роки роботи ведучою акторкою Кримського українського музичного театру Катерина Костроба виконала понад 150 різнопланових ролей в музичних і драматичних спектаклях. Найбільш відомі ролі в спектаклях «Собор Паризької Богоматері», «Кажан», «Севастопольський вальс», «Моя прекрасна леді».
У 1994 році спільно з чоловіком заснувала монотеатр (Театр у фоє) на малій сцені театру.
Як акторка Театру у фоє зіграла дві ролі, які закріпили її статус видатної драматичної акторки — роль Айседори Дункан у моновиставі «Три життя Айседори Дункан» (1994) і роль Роксолани в однойменному спектаклі за мотивами роману Павла Загребельного. За роль Роксолани була удостоєна звання заслуженої артистки України.
Також Катерина Костроба (Лисяк) є лауреаткою Державної премії Автономної Республіки Крим та лауреаткою Всеукраїнського конкурсу професійних читців імені Лесі Українки.

## Викладацька діяльність
З 2000 року Катерина Костроба працює викладачкою-методисткою сценічної мови на кафедрах сценічної мови в Київській муніципальній академії естрадного та циркового мистецтва та Київського національного університету театру, кіно і телебачення імені І. К. Карпенко-Карого. Розробила авторську методику викладання. Підготувала десятки видатних артистів — як драматичних, так і солістів-вокалістів. Випускниками Катерини Костроби є Марія Яремчук, Світлана Тарабарова, Наталія Могилевська, Олександр Панайотов та інші відомі українські виконавці.